# Комунистичка партија Чешке и Моравске
Комунистичка партија Чешке и Моравске (чеш. Komunistická strana Čech a Moravy) је ванпарламентарна политичка партија која делује у Чешкој Републици. Основана је 1990. године.
На парламентарним изборима 2021 осваја 4,7% гласова, и тиме остаје испод цензуса.

## Деловање
Партија је формирана 1989. године на Конгресу Комунистичке партије Чехословачке, која је одлучила да формира партију која ће деловати на подручју које ће касније да постане Чешка Република. Године 1990, КП Чехословачке постала је федерација Комунистичке партије Чешке и Моравске и Комунистичке партије Словачке.
Године 1992, унутар КП Чешке и Моравске десило се неколико отцепљивања. Касније се такође десио још један расцеп, након чега је основана Партија чехословачких комуниста. У првој деценији постојања Чешке, партија је углавном била маргинализована.
КПЧМ је на парламентарним изборима 2002. године освојила 18,5% гласова. Након ових резултата, била је трећа по снази странка (41 посланичко место) у Дому посланика Чешке Републике.
Јуна 2004, на изборима за Европски парламент, партија је освојила 6 опд 24 посланичких места Чешке у парламенту.
Године 2006, партија је на парламентарним изборима освојила 12,8% гласова, односно 26 посланичких места.
Године 2008, под притиском међународне заједнице, партија је распустила своје омладинско крило, Савез комунистичке омладине, јер је његов лидер, Милан Крајча, јавно заговарао укидање приватног и успостављање колективног власништва. Деловање омладинског крила обновљено је 2010. године.
Године 2009, на изборима за Европски парламент, партија је освојила 14,8% гласова, односно 4 од 22 посланичка места Чешке у парламенту.
КПЧМ је на парламентарним изборима 2013. године освојила 14,9% гласова, односно 33 посланичка места.

## Секретари партије
- Георг Махалжик (1990)
- Јиржи Свобода (1990-1993)
- Мирослав Гребеницек (1993-2005)
- Војтех Филип (2005 -2021)
- Катерина Конечна (од 2021)